# Стадницкие
Стадницкие — графский и дворянский род гербов Шренява (Srzeniawa) и Дружина, происходящий из Малой Польши.
Род внесён в V часть родословной книги Подольской губернии и в родословные книги дворян Царства Польского. 
Признаны в графском достоинстве указами № 16998 (от 11 ноября 1847) и № 245 (от 26 января 1862). 
Станислав Пётр Томаш Стадницкий признан в графском достоинстве Российской Империи (04 июня 1894).

## История рода
Род восходит к середине XIV века. Збигнев из Стадник († 1411/1414) был бургграфом Краковского замка (1394), а его внук Николай из Жмигрода (1446—1490) — воеводой белзским. Станислав Стадницкий, прозванный «ланцутским дьяволом», прославился своими приключениями, убит под Тарновцем (1610). Адам, староста белзский, отличился при Стефане Батории в походе в Русское государство.
В XVIII веке род разделяется на 2 линии и получает графское достоинство. Из членов младшей линии некоторые были писателями. Антонин, граф Стадницкий (1771—1836) напечатал:
- «Rys historyi ludu żydowskiego w Europie jako wstęp do dziejów ludu tégoż na ziemi Polskiej» (Краков, 1834),
- «Postrzeżenia nad wiekem XIV» (там же, 1837),
- «Wspomnienie cnót Anny z hrabiów Siemińskich Jabłonowskiej» (1828),
- в рукописи остались его записки с 1775 по 1820 год.

Его сын Александр (1806—1861) — польский историк и публицист. Хорошо знакомый с положением дел в Галиции, он ещё в 1844 году предлагал галицкому сейму проект уничтожения «работы» (барщины или крепостного права), но проект не был принят.
Главные труды:
- «O wsiach tak zwanych wołoskich na pólnocnym stoku Karpat» (Львов, 1848),
- «O kniaż stwach we wsiach wołoskich z poglądem na wójstwa we wsiach na prawie magdeburgskiem osadzonych» (там же, 1853),
- «Materyjaly do historyi miast galicyjskich» и «Pamiętniki miasta Zółkwi» (1856).

Он завещал всё своё имущество на издание важных памятников и документов по истории русских земель, хранящихся во львовском архиве.
Его младший брат Казимир также занимался историческими исследованиями («Piasty, rys historiczny», Париж, 1842; «Synowie Giedymina», Львов, 1849—1853 и др.).

## Описание герба
В красном поле белая река, ниспадающая по искривленной линии от правого верхнего к нижнему левому углу. Щит увенчан графской короной.
Неутверждённый графский гербЩит расчетверён с малым щитком в середине, в красном поле которого серебряная укороченная волнистая перевязь справа (герб Дружина); в 1-м, красном поле серебряный топор (герб Топор); во 2-м пересеченном красным и золотом серебряная стрела, оканчивающаяся чёрным орлиным хвостом (герб Несобя); в 3-м, красном, серебряный конь (герб Старыконь) и в 4-м, серебряном, три чёрных с золотом охотничьих рога в звезду (герб Трубы). Щит увенчан графской короной, над которой три шлема с дворянскими коронами. Нашлемники: средний — серебряный лев, глядящий прямо, между двух красных рогов, украшенных четырьмя золотыми шариками каждый; правый — серебряный топор; и левый — четыре страусовых пера: красное, белое, жёлтое и чёрное.

## Известные представители
- Арсений (Стадницкий)
- Стадницкий, Георгий Вадимович
- Стадницкий, Марцин
- Стадницкий, Станислав (сигулдский староста)
- Стадницкий, Юлиуш